# Giro d’Italia 1975
Der 58. Giro d’Italia fand vom 17. Mai bis zum 7. Juni 1975 statt und führte über eine Gesamtdistanz von 3963 Kilometern.
Gesamtsieger wurde Fausto Bertoglio (Jollj Ceramica). Die Punktewertung gewann Roger De Vlaeminck (Brooklyn). Die Bergwertung gewannen Francisco Galdós und Andrés Oliva (beide Kas). Die Mannschaftswertung gewann das Team Brooklyn.

## Teilnehmende Teams
| Profi-Radsportteams (9)- Bianchi-Campagnolo - Brooklyn - Jollj Ceramica - Kas-Kaskol - Magniflex - Scic - Zonca-Santini - Frisol-G.B.C. - Furzi-F.T. |
| |

## Etappen
| Etappe       | Datum   | Etappenorte                                   | type              | Länge (km) | Etappensieger           | Gesamtführender    |
| ------------ | ------- | --------------------------------------------- | ----------------- | ---------- | ----------------------- | ------------------ |
| 1. Etappe    | 17. Mai | Mailand – Fiorano Modenese                    | Flachetappe       | 177        | Knut Knudsen            | Knut Knudsen       |
| 2. Etappe    | 18. Mai | Modena – Ancona                               | Flachetappe       | 249        | Patrick Sercu           | Knut Knudsen       |
| 3. Etappe    | 19. Mai | Ancona – Prati di Tivo                        | Hochgebirgsetappe | 175        | Giovanni Battaglin      | Giovanni Battaglin |
| 4. Etappe    | 20. Mai | Teramo – Campobasso                           | Hochgebirgsetappe | 258        | Roger De Vlaeminck      | Francisco Galdós   |
| 5. Etappe    | 21. Mai | Campobasso – Bari                             | Flachetappe       | 224        | Rik Van Linden          | Francisco Galdós   |
| 6. Etappe    | 22. Mai | Bari – Castrovillari                          | Flachetappe       | 213        | Roger De Vlaeminck      | Francisco Galdós   |
| 7. a Etappe  | 23. Mai | Castrovillari – Padula                        | Hochgebirgsetappe | 123        | Txomin Perurena         | Francisco Galdós   |
| 7. b Etappe  | 23. Mai | Padula – Potenza                              | Hochgebirgsetappe | 80         | Roger De Vlaeminck      | Francisco Galdós   |
| 8. Etappe    | 24. Mai | Potenza – Sorrent                             | Hochgebirgsetappe | 220        | Marcello Osler          | Francisco Galdós   |
| 9. Etappe    | 25. Mai | Sorrent – Frosinone                           | Flachetappe       | 222        | Enrico Paolini          | Francisco Galdós   |
| 10. Etappe   | 26. Mai | Frosinone – Tivoli                            | Flachetappe       | 176        | Roger De Vlaeminck      | Francisco Galdós   |
| 11. Etappe   | 27. Mai | Rom – Orvieto                                 | Flachetappe       | 158        | Roger De Vlaeminck      | Francisco Galdós   |
| 12. Etappe   | 28. Mai | Chianciano Terme – Forte dei Marmi            | Flachetappe       | 232        | Patrick Sercu           | Francisco Galdós   |
| 13. Etappe   | 29. Mai | Forte dei Marmi – Forte dei Marmi             | Einzelzeitfahren  | 38         | Giovanni Battaglin      | Giovanni Battaglin |
|              | 30. Mai | 1. Ruhetag                                    | Ruhetag           |            |                         |                    |
| 14. Etappe   | 31. Mai | Castelvecchio Pascoli – Castelvecchio Pascoli | Einzelzeitfahren  | 13         | Fausto Bertoglio        | Fausto Bertoglio   |
| 15. Etappe   | 1. Jun. | Castelvecchio Pascoli – Arenzano              | Hochgebirgsetappe | 203        | Franco Bitossi          | Fausto Bertoglio   |
| 16. Etappe   | 2. Jun. | Arenzano – Orta San Giulio                    | Flachetappe       | 193        | Fabrizio Fabbri         | Fausto Bertoglio   |
| 17. a Etappe | 3. Jun. | Omegna – Pontoglio                            | Flachetappe       | 167        | Patrick Sercu           | Fausto Bertoglio   |
| 17. b Etappe | 3. Jun. | Pontoglio – Monte Maddalena                   | Hochgebirgsetappe | 46         | Wladimiro Panizza       | Fausto Bertoglio   |
| 18. Etappe   | 4. Jun. | Brescia – Baselga di Piné                     | Hochgebirgsetappe | 223        | Roger De Vlaeminck      | Fausto Bertoglio   |
| 19. Etappe   | 5. Jun. | Baselga di Piné – Pordenone                   | Flachetappe       | 175        | Martín Emilio Rodríguez | Fausto Bertoglio   |
| 20. Etappe   | 6. Jun. | Pordenone – Alleghe                           | Hochgebirgsetappe | 197        | Roger De Vlaeminck      | Fausto Bertoglio   |
| 21. Etappe   | 7. Jun. | Alleghe – Stilfser Joch                       | Hochgebirgsetappe | 186        | Francisco Galdós        | Fausto Bertoglio   |

## Endstand
| \| Gesamtwertung \| Gesamtwertung \| Gesamtwertung \| Gesamtwertung \| Gesamtwertung \| \| Fahrer \| Fahrer \| Land \| Team \| Zeit \| \| ------------- \| ------------------------ \| ------------- \| ------------------ \| ----------------- \| \| 1. \| Fausto Bertoglio \| Italien \| Jollj Ceramica \| 111 h 31 min 24 s \| \| 2. \| Francisco Galdós \| Spanien \| Kas-Kaskol \| + 41 s \| \| 3. \| Felice Gimondi \| Italien \| Bianchi-Campagnolo \| + 6 min 18 s \| \| 4. \| Roger De Vlaeminck \| Belgien \| Brooklyn \| + 7 min 39 s \| \| 5. \| Giuseppe Perletto \| Italien \| Magniflex \| + 8 min 00 s \| \| 6. \| Wladimiro Panizza \| Italien \| Brooklyn \| + 8 min 13 s \| \| 7. \| Walter Riccomi \| Italien \| Scic \| + 10 min 32 s \| \| 8. \| Tino Conti \| Italien \| Furzi-F.T. \| + 13 min 40 s \| \| 9. \| Miguel María Lasa \| Spanien \| Kas-Kaskol \| + 14 min 48 s \| \| 10. \| Gianbattista Baronchelli \| Italien \| Scic \| + 14 min 48 s \| \| 11. \| Davide Boifava \| Italien \| Furzi-F.T. \| + 20 min 17 s \| \| 12. \| Fabrizio Fabbri \| Italien \| Bianchi-Campagnolo \| + 21 min 19 s \| \| 13. \| Roland Salm \| Schweiz \| \| + 31 min 05 s \| \| 14. \| Andrés Oliva \| Spanien \| Kas-Kaskol \| + 31 min 06 s \| \| 15. \| Giacinto Santambrogio \| Italien \| Bianchi-Campagnolo \| + 35 min 42 s \| \| 16. \| Giovanni Cavalcanti \| Italien \| Bianchi-Campagnolo \| + 36 min 57 s \| \| 17. \| Giancarlo Bellini \| Italien \| Brooklyn \| + 36 min 58 s \| \| 18. \| Giovanni Battaglin \| Italien \| Jollj Ceramica \| + 37 min 58 s \| \| 19. \| Louis Pfenninger \| Schweiz \| \| + 44 min 38 s \| \| 20. \| Marcello Bergamo \| Italien \| Jollj Ceramica \| + 47 min 45 s \| |                          |         |                    |                   |
| |                          |         |                    |                   |
| Quelle: ProCyclingStats |                          |         |                    |                   |
| Gesamtwertung |                          |         |                    |                   |
| Fahrer | Fahrer                   | Land    | Team               | Zeit              |
| 1. | Fausto Bertoglio         | Italien | Jollj Ceramica     | 111 h 31 min 24 s |
| 2. | Francisco Galdós         | Spanien | Kas-Kaskol         | + 41 s            |
| 3. | Felice Gimondi           | Italien | Bianchi-Campagnolo | + 6 min 18 s      |
| 4. | Roger De Vlaeminck       | Belgien | Brooklyn           | + 7 min 39 s      |
| 5. | Giuseppe Perletto        | Italien | Magniflex          | + 8 min 00 s      |
| 6. | Wladimiro Panizza        | Italien | Brooklyn           | + 8 min 13 s      |
| 7. | Walter Riccomi           | Italien | Scic               | + 10 min 32 s     |
| 8. | Tino Conti               | Italien | Furzi-F.T.         | + 13 min 40 s     |
| 9. | Miguel María Lasa        | Spanien | Kas-Kaskol         | + 14 min 48 s     |
| 10. | Gianbattista Baronchelli | Italien | Scic               | + 14 min 48 s     |
| 11. | Davide Boifava           | Italien | Furzi-F.T.         | + 20 min 17 s     |
| 12. | Fabrizio Fabbri          | Italien | Bianchi-Campagnolo | + 21 min 19 s     |
| 13. | Roland Salm              | Schweiz |                    | + 31 min 05 s     |
| 14. | Andrés Oliva             | Spanien | Kas-Kaskol         | + 31 min 06 s     |
| 15. | Giacinto Santambrogio    | Italien | Bianchi-Campagnolo | + 35 min 42 s     |
| 16. | Giovanni Cavalcanti      | Italien | Bianchi-Campagnolo | + 36 min 57 s     |
| 17. | Giancarlo Bellini        | Italien | Brooklyn           | + 36 min 58 s     |
| 18. | Giovanni Battaglin       | Italien | Jollj Ceramica     | + 37 min 58 s     |
| 19. | Louis Pfenninger         | Schweiz |                    | + 44 min 38 s     |
| 20. | Marcello Bergamo         | Italien | Jollj Ceramica     | + 47 min 45 s     |

| Punktewertung | Punktewertung      | Punktewertung | Punktewertung      | Punktewertung |
| Fahrer        | Fahrer             | Land          | Team               | Punkte        |
| ------------- | ------------------ | ------------- | ------------------ | ------------- |
| 1.            | Roger De Vlaeminck | Belgien       | Brooklyn           | 346 P.        |
| 2.            | Fausto Bertoglio   | Italien       | Jollj Ceramica     | 159 P.        |
| 3.            | Felice Gimondi     | Italien       | Bianchi-Campagnolo | 154 P.        |
| 4.            | Patrick Sercu      | Belgien       | Brooklyn           | 148 P.        |
| 5.            | Luciano Borgognoni | Italien       | Zonca-Santini      | 123 P.        |

| Bergwertung | Bergwertung        | Bergwertung | Bergwertung    | Bergwertung |
| Fahrer      | Fahrer             | Land        | Team           | Punkte      |
| ----------- | ------------------ | ----------- | -------------- | ----------- |
| 1.          | Francisco Galdós   | Spanien     | Kas-Kaskol     | 300 P.      |
| 1.          | Andrés Oliva       | Spanien     | Kas-Kaskol     | 300 P.      |
| 3.          | Fausto Bertoglio   | Italien     | Jollj Ceramica | 240 P.      |
| 4.          | Giancarlo Polidori | Italien     | Furzi-F.T.     | 150 P.      |
| 5.          | Roger De Vlaeminck | Belgien     | Brooklyn       | 130 P.      |